# Vimmersvej (film)
|  | Denne artikel er oprettet af botten Steenthbot ud fra en ekstern database. Den kan derfor have sproglige fejl eller mangler. Denne skabelon kan fjernes efter kontrol af indholdet. |

Vimmersvej er en dansk kortfilm fra 2003 instrueret af Morten Boesdal Halvorsen efter eget manuskript.

## Handling
En film om en familie der ikke er specielt gode til at hygge.

## Medvirkende
- Sofie Stougaard, Mor
- Uffe Rørbæk Madsen, Far
- Mads Koudal, Topper
- Dorthe Helsinghoff, Britt
- Karl Julius Sørensen, Max